# Zisterzienserinnenabtei Abbaye Blanche

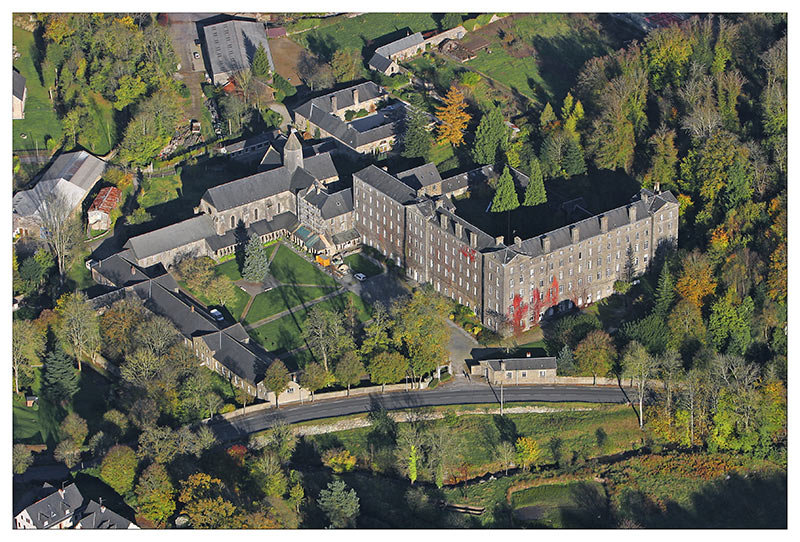
Luftaufnahme der Zisterzienserinnenabtei Abbaye Blanche

Die Zisterzienserinnenabtei Abbaye Blanche (Weiße Abtei) war von 1147 bis 1791 ein Kloster der Zisterzienserinnen in Mortain, Département Manche, in Frankreich.

## Geschichte
Der heilige Vitalis von Savigny, Gründer des Klosters Savigny, gründete 1115 in Mortain (damals Bistum Avranches) am Ufer der Cance das Nonnenkloster Abbaye Blanche (lateinisch: Abbatia Alba, deutsch: Weißes Kloster, auch: Les Blanches, lateinisch: Albae Dominae), das 1147 zusammen mit Savigny zisterziensisch wurde. Ursprünglich Abtei, war das Kloster von 1350 bis 1649 Priorat, dann wieder Abtei. 1791 kam es durch die Französische Revolution zur Auflösung des Klosters und zum Abbau des Kreuzgangs. Die erhaltenen Gebäude wurden im 19. Jahrhundert durch Neubauten erweitert und nahmen ein Priesterseminar auf. Von 1916 bis 1918 diente das Kloster als Lazarett. Von 1923 bis 1983 waren die Spiritaner am Ort (u. a. von Oktober 1945 bis Juni 1947 Marcel Lefebvre). Von 1984 bis 2011 vermieteten die Spiritaner den Ort an die Gemeinschaft der Seligpreisungen. Der seit 2007 angestrebte Verkauf ist 2017 noch nicht realisiert. Die mittelalterliche Kirche (mit bedeutendem Chorgestühl), der Kapitelsaal, wenige Reste des Kreuzgangs und weitere Gebäude stehen seit 1920 unter Denkmalschutz.